# 国民国家の力党
国民国家の力党（こくみんこっかのちからとう、タイ語：พรรคพลังประชารัฐ）は、タイ王国の政党。タイの下院である人民代表院では第4党として知られる政党である。

## 名称
日本語表記は国民国家の力党(タイ語発音のパラン・プラチャラート党と表記されることも多い)。タイ語表記はพรรคพลังประชารัฐ(パーック・パラン・プラチャーラーット)。英語表記ではPalang Pracharath Party、略称は頭文字のPPPが用いられる。

## 沿革

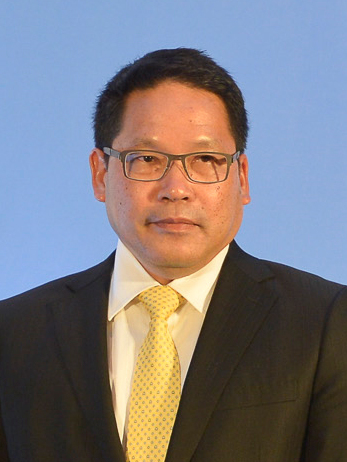
ウッタマー・サーオナーイノー初代党首。

2018年3月2日、NCPOの下で設立された国家改革運営会議のメンバーと、タクシン政権の元閣僚らにより結党。党首はウッタマー・サーオナーイノー。多様な党からの出身メンバーを持つ政党であったものの、その多数派は軍人や親軍派などによって構成されていたため、親軍政党としての政党色が色濃い。実際に2014年のクーデター以降、タイ貢献党などの多くの政党が政治活動をNCPOにより停止せざるを得ない状況において唯一政治活動を制限的に許された政党でもあったために、軍政期間では市民と軍部をつなぐ重要な政党としての役割を担っている包括政党的な方針をとる一方で、また軍部とのつながりも強いために軍部が国政を掌握するための傀儡政党であるという見方も実際に存在した。
2019年の総選挙では首相候補にNCPO議長で軍政の最高指導者であったプラユット・チャンオチャ将軍を指名。選挙に圧勝したことでプラユット政権の与党となった。しかしこの出来事については不正や圧力の存在が疑われており、未だに議論が続いている。
党は非常にポピュリズム的な思想を打ち出しており、最低賃金を425バーツ(日本円にして約1490円、2019年4月時点)にあげるなどというタイの現状では非常に非現実的な政策を目指している。これらは上流階級、とりわけ企業家や資本家からの支持をより一層失っている原因にもなっている。最終的に2019年7月、党は政策実現の非現実性を認めた。
予備選挙では多くの予想に反してバンコクや地方の選挙区において勝利を重ねた。理由には反民主党であった保守的な中流階級の根強い支持や、当時政局の混乱が収まった直後の状況で、原因をタクシン派にあり、再び政治的混乱を招くと考える反タクシン派の市民の支持にあった。

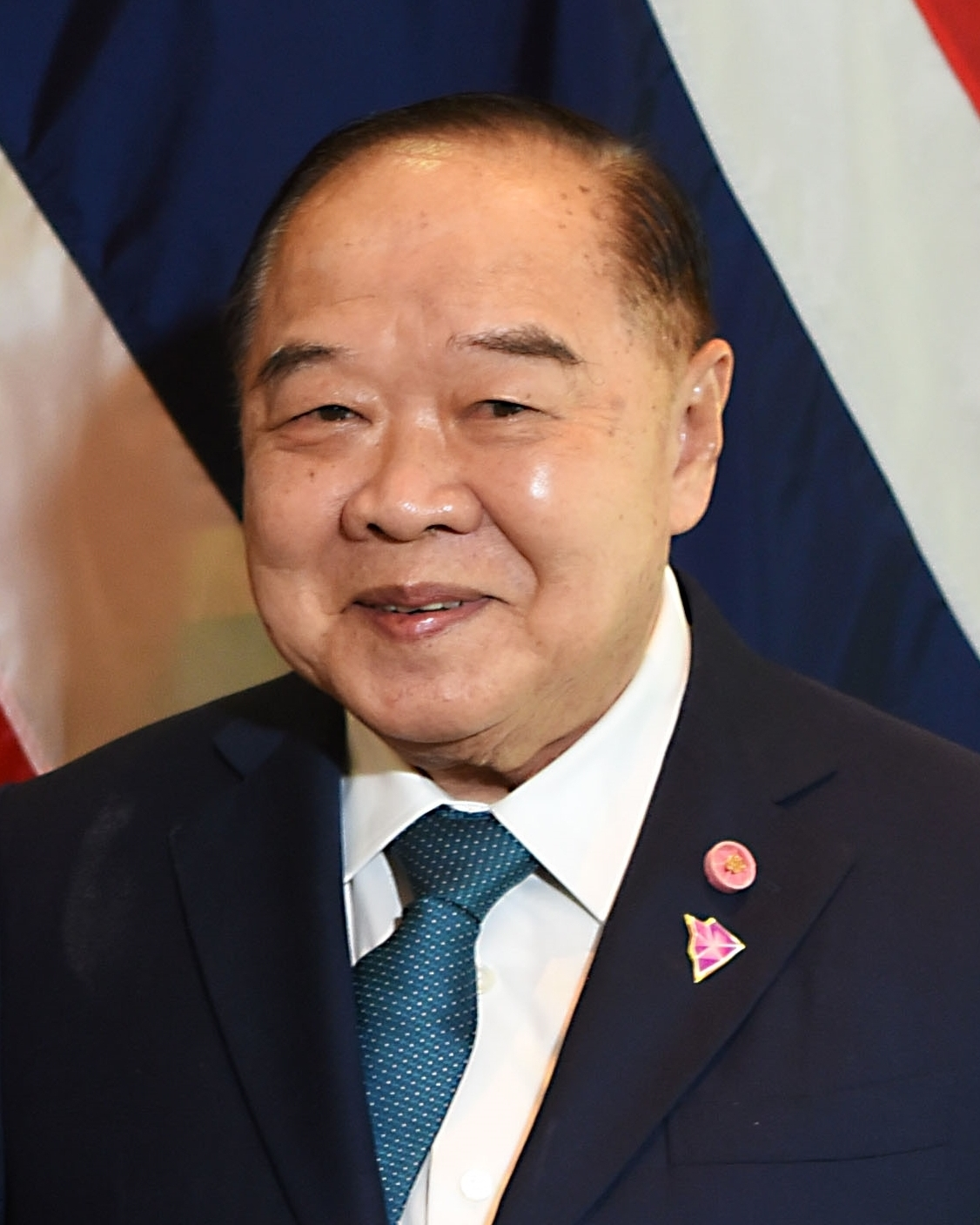
プラウィット・ウォンスワン第2代党首。

2020年6月1日、党規定に従い執行役員18名が辞任。同月27日に行われた年次総会にてプラウィット・ウォンスワンを党首とする新体制が発足した。
2023年の総選挙では、プラユットとプラウィットの政治的方針の対立が顕著となり、プラユットはPPPを離党。新しくタイ団結国家建設党に入党した。これを受けプラウィットは民主的な軍人政治家としてのイメージを確固たるものとするために保守的な党内イメージを刷新した。しかしタイ王国刑法第112条については強く維持する方向性であり、これらに対する修正や廃止を訴える政党や政治家とは協力しない方針をとった。結果としてPPPは与党としての座を追われる形となったものの、党の柔軟な関係性によってタイ貢献党政権の連立与党としての立場を維持した。

## スキャンダル
政府からの非常に偏った支援を受け取っていることなどが問題視されており、2018年11月、プラユット政権は840億バーツ(日本円にして約30億円、2018年11月時点)の政党給付金を出す法案を可決し、国民からは無駄に税金を使っているのではないかという批判を浴びた。これに加え国民に国家福祉カードと引き換えに入党を迫ったとして告発されている。